# Lars Vilhelmsen
Lars Vilhelmsen (født 14 maj 1970 i Aalborg) er en dansk autodidakt billedkunstner, som bor og arbejder i Vodskov, Nordjylland.
Vilhelmsen debuterede ved Kunstnernes Påskeudstilling 1999 og har udstillet på Charlottenborg Forårsudstilling 2015, 2003, 2002, 2001
Han står bag det internationale kunstprojekt The Travellers Box og kunstprojektet How Scandinavian of Me som var inspireret af den islandske sanger Björks sang Hunter. 
Vilhelmsen har udstillet på gallerier, museer og andre udstillingssteder. Han har modtaget støtte fra Statens Kunstfond. Han er medlem af BKF -Billedkunstnernes Forbund.
Vilhelmsen stod bag DEK - Den Eksperimenterende Kunstskole i Aalborg fra 1999 til 2002.  
Sammen med co-kuratorerne Karen Ay kunstnerne, Jacob Brogaard Larsen og Sanne Moe var udviklede Vilhelmsen i 2004-2010 kunstkonceptet The Travellers Box, der handlede om at skabe et kommunikativt og samvirkende rum for kunsten. Boxen fungerede som en stafet mellem en række konceptkunstnere, som hver især fik til opgave at inddrage boxen i et værk. Kunstprojektet blev afsluttet med dokumentarfilmen The Travellers Box - documentary. Forløberen til The Travellers Box var Vilhelmsens mangeårige kunstprojekt How Scandinavian of me.
Vilhelmsen udviklede i 2006 i samarbejde med Jacob Brogaard Larsen kunstprojektet Vodskov Festval for Samtidskunst, hvor der var der inviteret 21 danske kunstnere, der placerede deres stedspecifikke værker i Vodskov byrum, institutioner og forretninger.